# 霸凌影片
霸凌影片，指發生霸凌時通過行動電話的相機等方式拍攝的影片。屬於網路霸凌的一種。若包含色情內容，則屬於資訊犯罪中的性霸凌。
也有於匿名討論版上發佈的情況。由於考慮到沒有方法可以刪除在網路上流出的影片而置之不理，造成了2006年11月時北海道的高中所發生的案例更加惡化，當然應該要請求刪除。如果未處理的話可能會造成「祭り」（祭典，網路用語，多指在特定討論串上集體以帶侮辱性的言語攻擊特定的人或團體的負面消息）
2007年英國通過廣告宣導防止網路霸凌的發生，針對將影片上傳到網路的行為提出疑問，而這種問題不只是發生於日本，也會發生於網際網路普及的先進國家。
若是與色情相關的內容，在日本設有網際網路・熱線中心這樣的機關，可以通過點擊其網頁上的「通報」（色情內容以及兒童色情），輸入網址，就可以要求刪除。在 Youtube 上傳的影片可以通過影片下方的「封鎖」來要求刪除，其它影片網站的話則可以通過「舉報」之類的功能來要求刪除。
2020年開始，Telegram出現許多以「校園霸凌」為名的群組，以霸凌影片吸引用戶加入，受害者大部分是中國地區未成年女學生，其中甚至不乏色情內容，例如遭受施暴者脫衣、性虐待等行為。